# Paradoxostoma amygdaloides
Paradoxostoma amygdaloides är en kräftdjursart som först beskrevs av Brady 1870.  Paradoxostoma amygdaloides ingår i släktet Paradoxostoma och familjen Paradoxostomatidae. Inga underarter finns listade i Catalogue of Life.